# Баксан (річка)
Бакса́н , Азау (Басхан — «Та, що затоплює») — річка на Північному Кавказі, права притока Малки (басейн Терека). Довжина — 173 км, площа басейну — 6 800 км². Бере свій початок з льодовиків у районі Ельбрусу.
Має льодовикове, снігове і підземне живлення. Середні витрати біля села Заюково 33,6 м³/с, використовується для зрошення. 
На річці розташовані міста Тирниауз, Баксан, при впадінні в р. Малку — місто Прохладний. Баксанська ГЕС. У верхів'ях річки розташовоно ряд альпіністських таборів, національний парк Приельбрусся, обсерваторія Терскол.